# Faca de arremesso

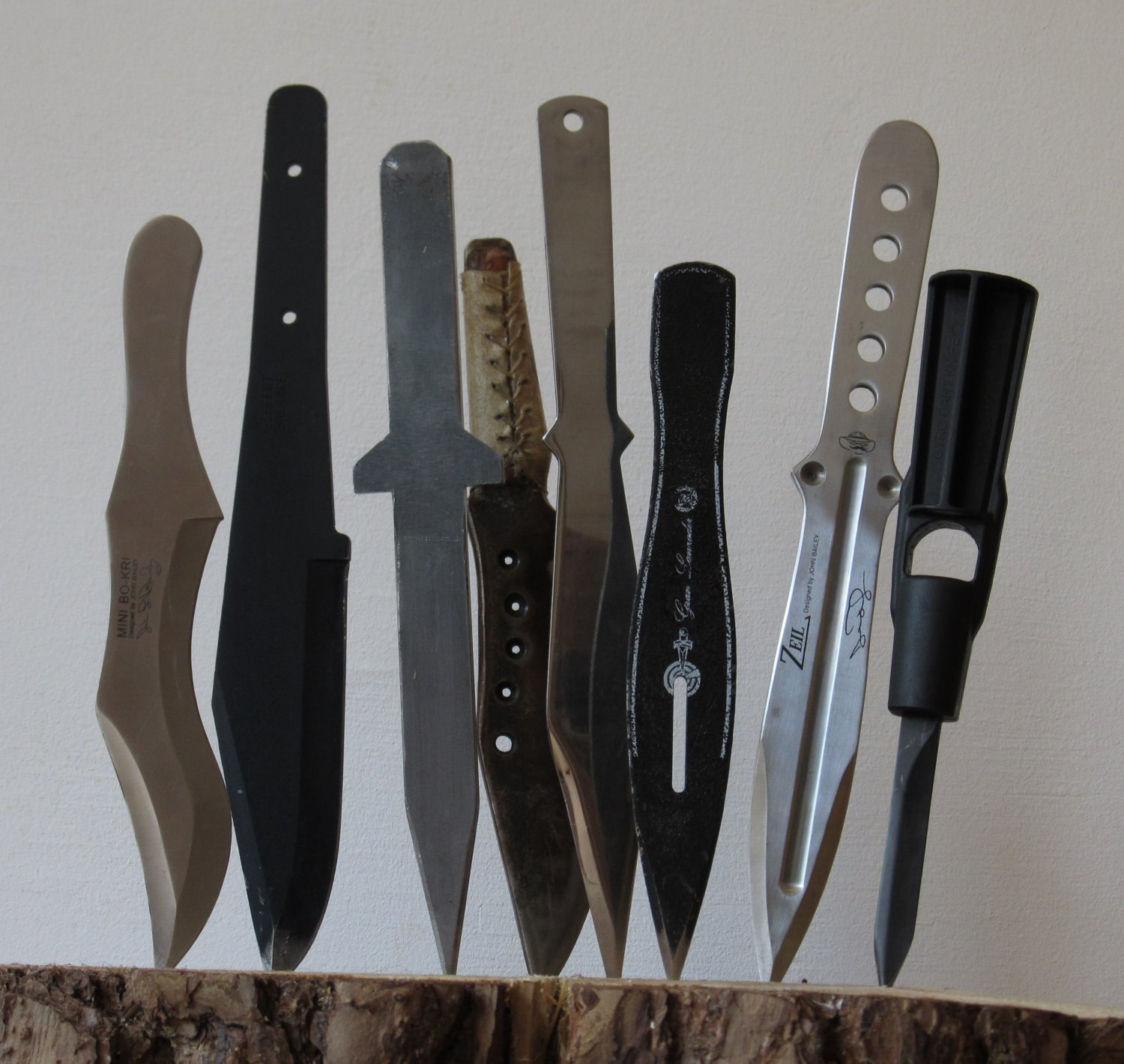
Coleção de facas de arremesso

Uma faca de arremesso é uma faca especialmente projetada e pesada para que possa ser lançada com eficiência. Está em uma categoria distinta das facas comuns.
As facas de arremesso são usadas por muitas culturas ao redor do mundo e, como tal, diferentes táticas para jogá-las foram desenvolvidas, assim como diferentes formas e formas de faca de arremesso.

## África Central

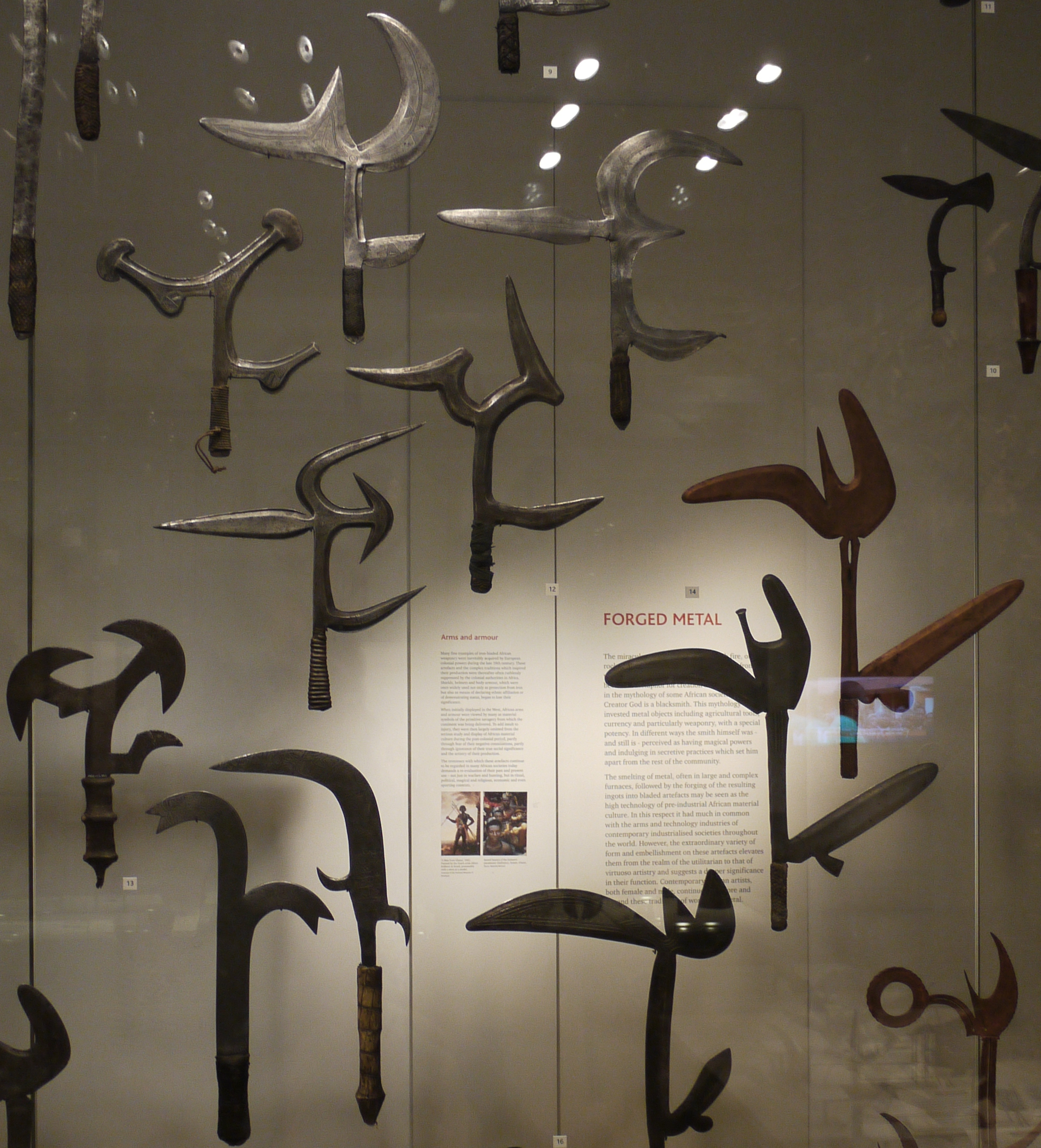
Uma seleção de facas de arremesso africanas no Museu Britânico

As facas de arremesso foram usadas na África Central. A ampla área em que foram usados significa que eles foram referidos por vários nomes, como Onzil, Kulbeda, Mambele, Pinga e Trombash. Essas armas tinham várias lâminas de ferro e eram usadas para guerra e caça. Foi sugerido um alcance efetivo máximo de cerca de cinquenta jardas. A arma parece ter se originado no centro do Sudão por volta de 1000 d.C. de onde se espalhou para o sul. No entanto, foi sugerido que a mesma arma é retratada em esculturas de parede da Líbia que datam de cerca de 1350 a.C.
As facas de arremesso foram extensivamente colecionadas pelos europeus, resultando em muitos museus europeus e americanos com coleções extensas. No entanto, os coletores geralmente falharam em registrar a origem das lâminas ou seu uso. Como resultado, a história e o uso das facas de arremesso são mal compreendidos. Uma complicação adicional é que o rótulo faca de arremesso foi anexado por etnógrafos a vários objetos que não se encaixavam em outras categorias de armas, mesmo que não tenham sido arremessados.